# Biscutella lusitanica
Biscutella lusitanica är en korsblommig växtart som beskrevs av Claude Thomas Alexis Jordan. Biscutella lusitanica ingår i släktet Biscutella och familjen korsblommiga växter. Inga underarter finns listade i Catalogue of Life.